# Associazione Calcio Treviso 1946-1947
Questa voce raccoglie le informazioni riguardanti l'Associazione Calcio Treviso nelle competizioni ufficiali della stagione 1946-1947.

## Stagione
La prima stagione nella seconda serie nazionale è ottima. Il Treviso conclude al quarto posto, miglior risultato della storia del Treviso dopo l'ultimo posto nella stagione 2005-2006 in Serie A, a 8 punti dalla Lucchese, prima in classifica e promossa in Serie A.
Moro disputa la sua ultima stagione, mentre il mattatore è Nereo Burattini, che in 24 partite realizza 17 gol.
Su 40 partite, il Treviso ne vince 19, grazie alla direzione tecnica di Luigi Miconi prima, e Bruno Bozzolo poi.

## Rosa
| N. |                   | Ruolo | Calciatore         |
| -- | ----------------- | ----- | ------------------ |
|    | Italia (bandiera) | A     | Giovanni Baradel   |
|    | Italia (bandiera) | D     | Mario Boldi        |
|    | Italia (bandiera) | A     | Giovanni Bregantin |
|    | Italia (bandiera) | A     | Nereo Burattini    |
|    | Italia (bandiera) | A     | Emilio Capri       |
|    | Italia (bandiera) | D     | Alvio Dal Maschio  |
|    | Italia (bandiera) | A     | Antonio De Carlo   |
|    | Italia (bandiera) | C     | Luigi De Polo      |
|    | Italia (bandiera) | D     | Erminio Favaro     |
|    | Italia (bandiera) | C     | Leone Gerlin       |
|    | Italia (bandiera) | C     | Gianmarco Mezzadri |
|    | Italia (bandiera) | P     | Giuseppe Moro      |

| N. |                   | Ruolo | Calciatore        |
| -- | ----------------- | ----- | ----------------- |
|    | Italia (bandiera) | D     | Ivone Nicoletti   |
|    | Italia (bandiera) | C     | Enzo Rezzadore    |
|    | Italia (bandiera) | A     | Egidio Roncali    |
|    | Italia (bandiera) | C     | Bruno Ruzza       |
|    | Italia (bandiera) | A     | Bruno Scanferlato |
|    | Italia (bandiera) | A     | Mario Silli       |
|    | Italia (bandiera) | P     | Giuseppe Stocco   |
|    | Italia (bandiera) | A     | Gino Teso         |
|    | Italia (bandiera) | D     | Rino Visentin     |
|    | Italia (bandiera) | A     | Ettore Zanier     |
|    | Italia (bandiera) | A     | Giovanni Zanollo  |
|    | Italia (bandiera) | C     | Giancarlo Zorzi   |

## Statistiche

### Statistiche di squadra
| Competizione | Punti | In casa | In casa | In casa | In casa | In casa | In casa | In trasferta | In trasferta | In trasferta | In trasferta | In trasferta | In trasferta | Totale | Totale | Totale | Totale | Totale | Totale | DR  |
| Competizione | Punti | G       | V       | N       | P       | Gf      | Gs      | G            | V            | N            | P            | Gf           | Gs           | G      | V      | N      | P      | Gf     | Gs     | DR  |
| ------------ | ----- | ------- | ------- | ------- | ------- | ------- | ------- | ------------ | ------------ | ------------ | ------------ | ------------ | ------------ | ------ | ------ | ------ | ------ | ------ | ------ | --- |
| Serie B      | 46    | 20      | 17      | 2       | 1       | 45      | 10      | 20           | 2            | 6            | 12           | 11           | 31           | 40     | 19     | 8      | 13     | 56     | 41     | +15 |